# Cnemidophorus ruatanus
Espèce
Synonymes
- Cnemidophorus lemniscatus ruatanus Barbour, 1928

Cnemidophorus ruatanus est une espèce de sauriens de la famille des Teiidae.

## Répartition
Cette espèce se rencontre du niveau de la mer à 400 m d'altitude :
- dans le sud-est du Belize ;
- dans le nord-est du Guatemala ;
- dans le nord du Honduras ;
- dans l'extrême Nord-Est du Nicaragua.
- Dans le Nord de la Colombie.

## Étymologie
Son nom d'espèce lui a été donné en référence au lieu de sa découverte, Roatán.

## Publication originale
- Barbour, 1928 : Reptiles from the Bay Islands. Proceedings of the New England Zoölogical Club, vol. 10, p. 55-61.